# Nymphalis erythromelas
Nymphalis erythromelas är en fjärilsart som beskrevs av Jules Leon Austaut 1885. Nymphalis erythromelas ingår i släktet Nymphalis och familjen praktfjärilar. Inga underarter finns listade i Catalogue of Life.